# La Wally
La Wally és una òpera en quatre actes amb música d'Alfredo Catalani i llibret italià de Luigi Illica. Va ser estrenada a La Scala de Milà el 20 de gener de 1892, sota la direcció d'Edoardo Mascheroni, mesos després de l'estrena de l'Otello de Giuseppe Verdi i de la Manon Lescaut de Giacomo Puccini.
El llibret està basat en uns exitosos Heimatroman i el drama de Wilhelmine von Hillern (1836-1916), Die Geyer-Wally, Eine Geschichte aus den Tyroler Alpen (literalment "La Wally-voltor: Un conte dels Alps tirolesos").
La peça més coneguda de l'òpera és l'ària Ebben? Ne andrò lontana, (Acte I), que Wally canta quan decideix deixar sa casa per sempre. Catalani havia compost aquesta ària independentment com a Chanson Groënlandaise l'any 1878, però posteriorment la va incorporar a aquesta òpera. Va ser emprada per Jean-Jacques Beineix en la seva pel·lícula Diva.
També s'hi pot trobar una de les morts operístiques més corprenedores, en la qual la protagonista es llança a una allau.
Es tracta d'una òpera poc representada, potser a causa de la seua dificultat escènica.

## Argument
Lloc: el Tirol austríac

### Acte I
El poblet de Hochstoff
Se celebra un concurs de tir per festejar el 70 aniversari del pare de La Wally, Stromminger. Arriba una colla de caçadors del poble veí de Sölden, encapçalada per Hagenbach. Aviat sorgeixen antigues rivalitats i s'hi desencadena una baralla entre Stromminger i Hagenbach, amb amenaces i insults, que acaba quan Hagenbach és retirat pels seus companys.
Vincenzo Gellner està enamorat de Wally i s'adona durant la baralla que ella està enamorada de l'enemic de son pare. Quan es queda sol amb Stromminger li comunica les seues sospites. Sabedor que Gellner desitja la seua filla, Strommingeris insisteix a Wally que accepte casar-se amb ell en el termini d'un mes; si no ho fa haurà d'abandonar la casa paterna per sempre. Ella replica que més aviat s'estimaria buscar la seua sort entre les neus alpines que casar-se amb Gellner.

### Acte II
La taverna de l'Àguila a Sölden
Ha passat un any. Stromminger ha mort i Wally ha heretat la seua fortuna. No obstant això, Hagenbach s'ha promès a Afra, l'ama de la Taverna de l'Àguila, i aparentment no està interessat en Wally.
Se celebra una festa a Sölden i Wally arriba a la taverna sabedora de la presència de Hagenbach. Hom persuadeix Hagenbach a acceptar el repte d'aconseguir un petó de Wally. El que ha començat com un joc, aviat esdevé un assumpte més seriós, i Hagenbach guanya fàcilment l'aposta. Quan Wally s'assabenta que ha estat només una víctima d'una cínica aposta, manifesta amb vehemència la seua ràbia i gelosia. Busca Gellner, qui també s'hi troba present a la festa, i insisteix que si encara l'estima haurà d'assassinar Hagenbach.

### Acte III
Un congost
La Wally torna a casa. La seua còlera s'ha apaivagat i ara desitjaria no haver pronunciat aquelles paraules. En aquest moment piquen a la porta. És Gellner, qui explica com sota la protecció de la foscor ha pogut estimbar Hagenbach al fons d'un profund congost.
Wally es mostra horroritzada, i corre vers el congost amb l'esperança de salvar Hagenbach, tot i que creu que encara estima Afra. Pot descendir al fons del barranc amb l'ajut d'una corda, i aconsegueix apujar el cos als penyals.

### Acte IV
Dalt dels Alps
Sola i trista, Wally ha escalat a les muntanyes que envolten el poble. El seu únic amic, Walter, l'ha seguida, i tracta de convèncer-la que baixe per celebrar les festes de Nadal, tot recordant-li el perill d'allaus. Ella el fa fora, i es queda pensant en la seua mort imminent.
Wally escolta altra veu. És Hagenbach, recuperat de les seues ferides, que arriba a confessar-li el seu amor. Els amants es reconcilien i Hagenbach surt a trobar un camí segur per tornar avall. Crida fort a Wally, però el soroll de la seua veu desencadena una allau que se l'emporta muntanya avall. Wally roman durant un instant a la vora del precipici, abans d'estimbar-se ella mateixa en l'allau.

## Enregistraments selectes
- La Wally, Renata Tebaldi, Mario del Monaco, Justino Diaz, dirigits per Fausto Cleva (CD - Decca, 1968)
- La Wally, Mirella Freni, José Carreras, Ruggero Raimondi, dirigits per Herbert von Karajan (CD - Deutsche Grammophon, 1976)
- La Wally, Katia Ricciarelli, Plácido Domingo, Samuel Ramey, dirigits per Carlo Maria Giulini (CD - Deutsche Grammophon, 1981)